# Crusader Kings III
Crusader Kings III é um vídeo-jogo de grand strategy e RPG durante a Idade Média, desenvolvido por Paradox Development Studio e publicado por Paradox Interactive como uma sequela para o Crusader Kings (2004) e Crusader Kings II (2012). O jogo foi lançado no PC a 1 de setembro de 2020 e nas Xbox Series X/S e PlayStation 5 a 29 de março de 2022.

## Jogabilidade
Como os seus antecessores Crusader Kings e Crusader Kings II, Crusader Kings III é um jogo de grand strategy e um simulador de dinastias passado na Idade Média. Os jogadores começam como uma personagem em 867 ou em 1066. Após a morte ou deposição da personagem do jogador, ele continua a jogar como o herdeiro da personagem. No geral, os jogadores desenvolvem uma dinastia pelos séculos, com o jogo a acabar em 1453.
Dinastias podem formar ramos cadete que têm os seus próprios chefes e agem em maioritariamente da sua dinastia mãe. Os chefes das dinastias são capazes de usar um novo recurso conhecido como 'Renome' para afirmar o controlo pela sua casa. Por exemplo, os chefes de casa são responsáveis por legitimar bastardos.
As personagens têm modelos de personagem de corpo completo em 3D em vez de retratos 2D. Como em Crusader Kings II, eles têm atributos que afetam as suas estatísticas e comportamento. Tomando escolhas que vão contra um atributo da personagem aumenta o seu stress. O sistema de genética do jogo permite à personagem passar alguns dos seus atributos aos seus descendentes. As personagens são capazes de assustar os seus vassalos a manterem-se leais aumentando o seu 'Pavor', que aumenta quando a sua personagem realiza ações malévolas, como executar ou torturar outras personagens.  As personagens podem selecionar um de cinco estilos de vida para seguir. Cada estilo de vida têm três árvores de habilidade que permite às personagens melhorar habilidades relacionados com esse estilo de vida.
Os reinos de jogadores podem ter os seguintes tipos de governo: feudal, tribal ou clã. Religião e cultura são ambos aspetos do jogo. Os líderes podem avançar os seus objetivos por meio de guerra, diplomacia, ou subterfúgio. Os jogadores podem passar por peregrinações e travar guerras santas, e religiões inteiras podem ser chamadas para armas em cruzadas ou jihads. Religiões pode ter 'Princípios', que são bónus dados a todos os praticantes de uma fé, e 'Doutrinas', que lidam com as posições da religião face aos tópicos de homossexualidade e clero feminino. O principal recurso para interagir com as mecânicas da religião como 'Piedade', e um jogador com piedade suficiente pode escolher desenvolver a sua própria heresia, com os 'Princípios' e 'Doutrinas' sendo escolhidas pelo jogador.
O recrutamento de soldados é representado primariamente pela infantaria de baixa qualidade composta por camponeses. As personagens precisarão de contratar homens de armas a fim de colocar em campo soldados de maior qualidade, como arqueiros e cavalaria. As personagens podem fazer com que outras personagens da sua corte ou reino com habilidades significantes em combate se tornem em cavaleiros.
O mapa de jogo é quatro vezes mais detalhado que o de Crusader Kings II e ligeiramente maior, incorporando a Europa, África mais ou menos sul até à Linha do equador, a Ásia mais ou menos este até ao Tibete.

## Desenvolvimento
O diretor do jogo Henrik Fåhraeus comentou que o desenvolvimento do jogo começou "à volta de 1 ano antes de Imperator", indicando um tempo inicial de 2015. Descrevendo o mecanismo de jogo como Crusader Kings II como calcetado e "mantido junto com fita cola", ele explicou que o novo jogo apresenta um mecanismo atualizado (i.e. Clausewitz Engine e o toolset Jomini) com mais poder para executar novas funcionalidades.
Como no caso de muitos trabalhos não lançados e atualmente suportados da Paradox, os desenvolvedores publicam um diário de desenvolvimento semanalmente. Cada publicação concentra-se em um único aspeto do jogo, como tipos de governo, interface do utilizador, governos, guerra, etc., como este aspeto do jogo vai ser tratado em Crusader Kings III, e como é diferente de Crusader Kings II. Um vídeo de atualização mensal é também publicado no canal de Youtube de Paradox Interactive, resumindo todas as mudanças que foram feitas no diário desse mês do desenvolvedor.

### Conteúdo para download
| Nome              | Patch acompanhante | Tipo           | Data de lançamento     | Descrição |
| ----------------- | ------------------ | -------------- | ---------------------- | --- |
| Senhores do Norte | 1.3 "Corvus"       | Flavor Pack    | 16 de março de 2021    | Senhores do Norte contem conteúdo adicional relativo à Escandinávia da Era Viking incluindo a habilidade de formar reinos aventureiros, acesso a guerreiros santos e a donzelas escudeiras, legados únicos dinásticos, e eventos e decisões específicos a cultura. |
| Corte Real        | 1.5 "Fleur-de-Lis" | Expansão       | 8 de fevereiro de 2022 | Corte Real dá aos jogadores uma sala do trono customizável na qual pode receber as pessoas na corte. Também permite aos jogadores decorar o quarto para ganhar mais 'Grandeza', uma funcionalidade apresentada na expansão, que, quando aumentada, vai dar acesso a convidados de maior qualidade. Funcionalidades adicionais à volta de artefactos, cultura, e interações soberanas também foram incluídas. |
| Destino da Ibéria | 1.6 "Castle"       | Flavor Pack    | 31 de maio de 2022     | Destino da Ibéria contem conteúdo adicional que se concentra na Península Ibérica durante a Reconquista. Funcionalidades incluem novas tradições culturais e eventos e decisões específicos de cultura, junto com mecanismos universais à volta de interações de amigos e duelos de Xadrez. |
| Amigos e Inimigos | 1.7 "Bastion"      | Pack de Evento | 8 de setembro de 2022  | Amigos e Inimigos contem mais de 100 eventos adicionais à volta das relações das personagens com os seus amigos e rivais. Também inclui memórias que uma personagem pode relembrar durante a sua vida. |
| Tours e Torneios  | 1.9 "Lance"        | Expansão       | 11 de maio de 2023     | Tours e Torneios introduz o sistema de viagem e grandes atividades. |
| Alas e Guardas    | 1.10               | Pack de Evento | 22 de agosto de 2023   | Alas e Guardas adiciona eventos à volta da infância, parentalidade, e educação da personagem. Também incluídos estão mecanismos expandidos à volta de personagens excêntricas, obstetrícia, e trocar reféns e guardas. |
| Legado da Pérsia  | 1.11 "Peacock"     | Flavor Pack    | 9 de novembro de 2023  | Legado da Pérsia expande a jogabilidade na região da Pérsia durante o período do Intermezzo Iraniano. |

### Mods
Crusader Kings III é também conhecido pelo seu grande número de mods de terceiros na Steam. Estes mods podem adicionar novos mecanismos de jogo como também melhorias dos gráficos. Alguns mods populares incluem o mod de conversão total de Game of Thrones, que se passa no mundo de A Song of Ice and Fire, e The Fallen Eagle, que muda a linha do tempo para à volta da queda do Império romano.

## Lançamento
O jogo foi lançado a 1 de setembro de 2020 e está disponível pela Steam e pelo Xbox Game Pass para o PC. O jogo está disponível em duas edições: a Edição do Jogo Base, que inclui o jogo base e um bónus de pré-venda, e a Edição Real, que inclui o jogo base e um pass de expansão. O pass de expansão contem uma coleção de packs de conteúdo adicional e a primeira expansão.
Crusaders Kings III foi inicialmente rejeitado pelo Office of Film and Literature Classification (Austrália), alegadamente pelas complicações devido à classificação do jogo. O jogo foi eventualmente autorizado e lançando na Austrália seis dias depois do seu lançamento inicial a 7 de setembro de 2020. Devido ao seu lançamento tardio, a janela para o bónus de pré-venda foi estendida até 21 de setembro exclusivamente para utilizadores australianos da Steam.
Uma versão para a consola foi lançada na PlayStation 5 e nas Xbox Series X e Series S a 29 de março de 2022. O jogo foi feito disponível na Xbox Game Pass no mesmo dia.

## Receção
Crusader Kings III recebeu críticas "geralmente favoráveis" para a Playstation 5 e Xbox Series X/S segundo o Metacritic; a versão do PC recebeu "aclamação universal". Leana Hafer do IGN escreveu que o jogo "é um jogo excelente de estratégia, um RPG ótimo, e uma master class em como pegar nas melhores partes de sistemas existentes e fazer deles mais profundos e melhores"; dando 10/10 na sua crítica. Lauren Aitken do VG247 também deu uma pontuação perfeita ao jogo; na sua crítica escreveu, "Crusader Kings 3 é tão louco, inesperado e cativante como o seu antecessor."
David Wildgoose do GameSpot elogiou as narrativas processuais do jogo dizendo que elas raramente afectam tanto e são tão pungentes como são aqui; por outro lado, como um ponto negativo, ele escreveu que "quando o motor de história não está a trabalhar, as ações podem parecer rotina e desinspiradas".
Em dezembro de 2020, Crusader Kings III foi nomeado na categoria de Melhores Jogos de Simulação/Estratégia nos The Game Awards mas perdeu para o Microsoft Flight Simulator.

O jogo vendeu mais de 1 milhão de cópias no primeiro mês do lançamento. Foi o sétimo jogo mais vendido em setembro de 2020 nos EUA, e teve as vendas mensais de lançamento mais altas do que qualquer título da Paradox Interactive. Em março de 2022, Paradox Interactive anunciou que Crusader Kings III tinha vendido mais de 2 milhões de unidades mundialmente.